# Кузьма (притока Чепци)
Ку́зьма (рос. Кузьма) — річка в Юкаменському та Глазовському Удмуртії, Росія, ліва притока Чепци.
Бере початок на Красногорській височині на підніжжі гори Кезйовир. Протікає на північний схід, впадає до річки Чепца на території Дзякинського болота.
Має декілька дрібних приток, найбільші з яких праві Таранчашур та Чемошур.
На річці розташовані села Бали (Юкаменський район), Нижня Кузьма (Глазовський район). В селі Нижня Кузьма збудовано автомобільний міст, на північній околиці села через річку збудовано залізничний міст.